# Lill-Starrijaure
Lill-Starrijaure är en sjö i Arvidsjaurs kommun i Lappland och ingår i Åbyälvens huvudavrinningsområde. Sjön har en area på 0,0285 kvadratkilometer och ligger 435,9 meter över havet.

## Delavrinningsområde
Lill-Starrijaure ingår i det delavrinningsområde (729847-166505) som SMHI kallar för Inloppet i Guorpajaure. Medelhöjden är 410 meter över havet och ytan är 13,13 kvadratkilometer. Räknas de 3 avrinningsområdena uppströms in blir den ackumulerade arean 106,69 kvadratkilometer. Avrinningsområdets utflöde Åbyälven mynnar i havet. Avrinningsområdet består mestadels av skog (64 procent) och sankmarker (17 procent). Avrinningsområdet har 0,99 kvadratkilometer vattenytor vilket ger det en sjöprocent på 7,5 procent.